# Eugenie Schwarzwald
Eugenie Schwarzwald naît le 4 juillet 1872 en Galicie orientale (appartenant à l'Autriche-Hongrie) sous le nom d'Eugenie Nussbaum et meurt en 1940 d'un cancer du sein à Zurich.
Elle est à la fois pédagogue réformiste, journaliste, assistante sociale, promotrice d'art et amoureuse des humains.

## Biographie
Elle passe son enfance et son adolescence à Czernowitz, puis part à Zurich, où elle s'inscrit à l'université. À l'époque, c'est la seule possibilité pour les femmes de faire des études. En 1900, elle est la première femme à obtenir un doctorat en germanistique.
En 1901, elle prend la direction provisoire d'un lycée de jeunes filles sur la Franziskanerplatz à Vienne, le premier établissement scolaire Schwarzwald. Elle fonde la première école primaire mixte d'Autriche et le premier Realgymnasium pour jeunes filles.
Elle promeut une école de la joie, où l'imagination, la créativité et la conscience de soi sont encouragées.
Dans sa "maison ouverte" de la Josefstädter Straße, elle accueille des artistes renommés du mouvement moderne viennois. Elle invite des artistes tels que Helene Weigel, Oskar Kokoschka ou Arnold Schönberg à enseigner dans ses écoles.
Malgré son engagement et ses succès dans le domaine de l'éducation, les fonctionnaires de l'empire des Habsbourg refusent d'accepter son titre de docteur et de reconnaître cette réformatrice gênante comme directrice officielle des "écoles Schwarzwald". Elle se bat contre des moulins à vent pendant de longues périodes.

## Louanges
Jakob Wassermann dit d'elle qu'elle a « une voix qui a quelque chose du fracas d'une trompette », qu'elle est une « apparition plantureuse, imposante », en citant « L'ennui est un poison » comme la devise d'Eugenie Schwarzwald.
Elias Canetti fréquente le salon Schwarzwald et constate : « Qui n'y a pas déjà été assis ? C'est là que venaient les véritables grands de Vienne, et ce bien avant qu'ils ne soient devenus des figures publiques connues de tous ». Il concède cependant : « comme tout s'entremêlait chez elle, elle n'était pas seulement inintéressante pour les personnes spirituelles de ce genre particulier, mais plutôt gênante. On la considérait comme une bavarde avec les meilleures intentions du monde ».
Pour Robert Musil, elle est une « coexistence de bienfaisance et de bien-être » qui sert de modèle au personnage de Diotima Ermelinda Tuzzi à son roman L'Homme sans qualités.
Deborah Holmes, ayant écrit un livre sur Eugenie Schwarzwald en 2012, dit d'elle qu'« elle était un événement, criarde, bruyante, elle disait tout droit ce qu'elle pensait et dirigeait volontiers les événements - elle ne laissait personne indifférent ».